# Urwany film
Urwany film (ang. The Party Never Stops: Diary of a Binge Drinker) – amerykańsko-kanadyjski film obyczajowy z 2007 roku w reżyserii Davida Wu. Wyprodukowany przez Lifetime Television.

## Fabuła
Jessie Brenner (Sara Paxton) rozpoczyna pierwszy rok studiów. W akademiku dzieli pokój z Shanną (Chelsea Hobbs). Pod jej wpływem spędza większość czasu na imprezach, na których nie stroni od alkoholu. Jej matka bezskutecznie próbuje się z nią skontaktować. Tymczasem w internecie ukazują się kompromitujące zdjęcia Jessie.

## Obsada
- Sara Paxton jako Jessie Brenner
- Chelsea Hobbs jako Shanna
- James Kirk jako Colin
- Nancy Travis jako April Brenner
- Alexia Fast jako Sadie Brenner
- Brent C.S. O’Connor jako Perry
- Jared Keeso jako Keith
- Grace Sherman jako Liz
- Asia Lim jako Michele
- Tasha Simms jako Frankie
- Colby Wilson jako J.D.
- Brenda M. Crichlow jako Vonda Moss
- Laura Soltis jako Ruth Martin
- Michael Ian Farrell jako Ed Martin